# Чемпіонат України з футзалу серед жінок 2007—2008
Чемпіонат України з футзалу серед жінок 2007—2008 — 14-й чемпіонат України, в якому переможцем стала коцюбинська «Біличанка-НПУ» під керівництвом В. В. Колтка.

## Учасники
Порівняно з попереднім чемпіонатом кількість команд залишилася без змін. Тільки була представлена північна і центральна Україна.
| - «Біличанка-НПУ» (смт. Коцюбинське, Київська область) - «Київгаз» (Київ) - «Надія-ДЮСШ» (м. Гребінка, Полтавська область) | - «Ніка-Педуніверситет» (Полтава) - «НУХТ» (Київ) - «Спартак-Фортуна-УРІ» (Чернігів) |

## Регіональний розподіл
| Регіон               | Кіл-ть команд | Команди                         |
| -------------------- | ------------- | ------------------------------- |
| Київ                 | 2             | Київгаз, НУХТ                   |
| Полтавська область   | 2             | Ніка-Педуніверситет, Надія-ДЮСШ |
| Київська область     | 1             | Біличанка-НПУ                   |
| Чернігівська область | 1             | Спартак-Фортуна-УРІ             |

## Підсумкова таблиця
| М | Команда                        | І  | В  | Н | П  | РМ      | О  |
| - | ------------------------------ | -- | -- | - | -- | ------- | -- |
|   | «Біличанка-НПУ» Коцюбинське    | 10 | 10 | 0 | 0  | 87 − 17 | 30 |
|   | «НУХТ» Київ                    | 10 | 6  | 1 | 3  | 54 − 44 | 19 |
|   | «Ніка-педуніверситет» Полтава  | 10 | 5  | 2 | 3  | 40 − 29 | 17 |
| 4 | «Київгаз» Київ                 | 10 | 4  | 1 | 5  | 39 − 38 | 13 |
| 5 | «Спартак-Фортуна-УРІ» Чернігів | 10 | 3  | 0 | 7  | 42 − 58 | 9  |
| 6 | «Надія-ДЮСШ» Гребінка          | 10 | 0  | 0 | 10 | 20 − 96 | 0  |